# Ludivina García Arias
Ludivina García Arias (nascida a 13 de dezembro de 1945) é uma política mexicana-espanhola e membro do Partido Socialista Operário Espanhol. Tendo emigrado do México para a Espanha na década de 1970, actuou como Membro do Congresso dos Deputados pelas Astúrias de 1979 a 1986 e de 2000 a 2004. De 1987 a 1999 foi deputada ao Parlamento Europeu.

## Vida e carreira
Ludivina García Arias nasceu em dezembro de 1945, filha de pais asturianos na Morelia, no estado mexicano de Michoacán. Tendo estudado história na Universidade Nacional Autónoma do México, ela mudou-se para a Espanha no final da ditadura franquista. Ela trabalhou como professora de escola secundária.
García Arias ingressou no Partido Socialista dos Trabalhadores Espanhóis (PSOE) em 1972 e foi eleita para o Congresso dos Deputados pelas Astúrias nas eleições gerais de 1979. Ela permaneceu neste cargo até 1986. Em 1987, ela foi eleita para representar a Espanha no Parlamento Europeu. Ela desempenhou esse cargo até à eleição de 1999 para o Parlamento Europeu. Em 2000, ela foi novamente eleita para o Congresso dos Deputados. A sua carreira política terminou em 2004.